# Antena 7
Antena Latina Canal 7 est une chaîne de télévision qui diffuse son signal de Saint-Domingue, République dominicaine pour l'ensemble du pays travers le chaîne 7.